# مارتین لینس
مارتین لینس (انگلیسی: Martin Linnes؛ زادهٔ ۲۰ سپتامبر ۱۹۹۱) بازیکن فوتبال اهل نروژ است.
از باشگاه‌هایی که در آن بازی کرده‌است می‌توان به باشگاه فوتبال گالاتاسرای و باشگاه فوتبال مولده اشاره کرد.
وی همچنین در تیم‌های ملی فوتبال زیر ۲۱ سال نروژ و نروژ بازی کرده‌است.